# Índex de Herfindahl
L'Índex de Herfindahl o Índex de Herfindahl i Hirschman (IHH) és una mesura, empleada en economia, que informa sobre la concentració econòmica d'un mercat. O, inversament, la mesura de falta de competència en un sistema econòmic. Un índex elevat expressa un mercat molt concentrat i poc competitiu.

## Càlcul i exemples
L'índex es calcula elevant al quadrat la quota de mercat que cada empresa posseeix i sumant aquestes quantitats. Els resultats van des de {\displaystyle {\frac {100^{2}}{N}}}, sent {\displaystyle N} el nombre total d'empreses que operen al mercat, es produeix quan totes les empreses tenen la mateixa quota de mercat (competència perfecta) a 10.000 (control monopòlic).
Per exemple, si es considera un monopoli que controli la totalitat (100%) del mercat. 100 elevat al quadrat ({\displaystyle 100^{2}}) és 10.000, donant un índex de 10 mil. Dues empreses que comparteixin igualment el mercat: 50% del mercat cadascuna: {\displaystyle 50^{2}} és 5.000 en total, sumant els dos mil cinc-cents de cadascuna. Quatre empreses amb control del mercat de 30%, 30%, 20% i 20% respectivament ens dona {\displaystyle 30^{2}} + {\displaystyle 30^{2}}+ {\displaystyle 20^{2}} + {\displaystyle 20^{2}} = 2600.
L'anterior es pot resumir i expressar matemàticament de la següent manera:
És a dir: l'índex és la suma de la fracció del mercat al quadrat de les n empreses que el componen.

## Aplicació legal
En el sistema legal dels Estats Units es considera que índexs de 1000 i 1500 punts reflecteixen una concentració de mercat moderada. Sobre 2500 punts es considera que el mercat és massa concentrat. Fusions i adquisicions que augmentin l'índex per sobre 100 punts possibiliten en principi una investigació “anti trust” per part de les autoritats.
A la Unió Europea la preocupació no és tant -en el cas d'adquisicions o unions d'empreses- el valor absolut de l'índex després de la unió proposada sinó més aviat el percentatge de canvi (Delta) del mateix des d'aquest punt de vista: “és improbable que la Comissió Europea trobi problemes de competència horitzontal en una concentració que doni lloc a un IHH de 1000 i 2000 i a un delta inferior a 250, o en una concentració que llenci un IHH superior a 2000 i un delta inferior a 150, tret que es donin circumstàncies especials.".

## Relació amb altres índexs econòmics
Intuïtivament l'IHH es relaciona amb l'Índex de Lerner. Aquest últim busca mesurar el poder (monopolístic) d'una empresa a través de la diferència entre el preu que una empresa carrega pels seus productes i el cost marginal de producció (en una economia perfectament competitiva, aquestes quantitats haurien de ser iguals). Sigui P el preu de venda al públic o de mercat. MC el cost marginal.
En la pràctica, tant l'índex de Lerner com l'IHH i el de la "relació de concentració de n-empreses" són usats en conjunt per estudiar el grau de competitivitat d'una economia.

## Altres aplicacions
Una de les aplicacions de l'Índex és el càlcul de diversificació d'una cartera d'inversions. Això es pot considerar un ús derivat, l'invers de l'IHH: Com més alt és l'índex, més diversificada està la cartera. (veure, per exemple, documents citats de la UE). Des del punt de vista dels individus o institucions propietaris de les carteres, aquesta és una situació sovint desitjable: a més diversificada una inversió, menor el risc d'una caiguda imprevista en el valor total de la mateixa.
L'anterior té també una aplicació òbvia a la “difusió” d'un producte al mercat. A més alt l'índex, major la penetració del producte al mercat, més popular el seu ús. Des del punt de vista de les empreses, aquesta és una situació òbviament desitjable. Consideri's, per exemple, el cas de la #Coca-cola.
A partir de 1998, s'ha introduït, en mercats financers, l'Índex Fidessa, que mesura la “fragmentació” d'un instrument financer. A més alt l'índex, més mercats o borses en els quals es ven. Un índex d'1 significa que aquest instrument (acció, bo, etc) es ven en una borsa en concret. Una vegada que l'Índex Fidessa arriba a 2, implica que l'instrument “no pertany” a una borsa específica.
Existeix literatura que utilitza aquest índex per a una estimació de la concentració de la propietat, per la qual cosa el màxim d'aquest índex, tal com passa amb el monopoli en l'ús estricte, implica un únic propietari. A més, existeixen múltiples estats intermedis d'estructura de la propietat. Per exemple, a Llatinoamèrica, l'estructura de major abundància són els controladors.